# Oberflächeninspektion
Bei der Oberflächeninspektion oder Oberflächenprüfung wird die sichtbare Hülle eines Objekts geprüft. Eigenschaften und Defekte im Inneren des Objekts sind nicht Gegenstand der Oberflächeninspektion.

## Warum führt man Oberflächeninspektionen durch?
Die Kunden fordern vom Hersteller absolut fehlerfreie Ware. Für die Erzeuger ist daher ein gut funktionierendes Qualitätsmanagement dringend erforderlich. Methoden wie Six Sigma oder die Null-Fehler-Strategie helfen Produktionsprozesse zu verbessern. Qualität wird zunehmend messbar, und automatische Prüfsysteme liefern die Informationen hierzu.
Funktionalität und Ästhetik sind wesentliche Qualitätsmerkmale, und speziell hier spielt die Oberfläche des Produkts eine entscheidende Rolle. Fehler in der Oberfläche können dazu führen, dass die Funktion des Gerätes eingeschränkt oder gar nicht gegeben ist. Zusätzlich führen vor allem sichtbare Oberflächenfehler oft zu teuren Reklamationen, selbst wenn die Funktion des Produktes dadurch nicht eingeschränkt ist.

## Taktile  Oberflächeninspektion
Bei der taktilen Oberflächeninspektion wird das Werkstück mit Hilfe des Tastschnittverfahrens abgefahren. Dieses Verfahren wird heute meist nur noch bei sehr genauen Rauheitsmessungen im Mikro- oder Nanobereich angewendet.

## Optische Oberflächeninspektion
Die optische Oberflächeninspektion ist eine berührungs- und zerstörungsfreie Prüfmethode. Es gibt zwei Arten dieser Prüfmethode, zum einen die Prüfung durch den Menschen, zum anderen die automatisierte optische Oberflächenprüfung.

### Prüfung durch den Menschen
Diese Prüfmethode ist wohl die erste und einfachste Form der Qualitätssicherung. Das Werkstück durchläuft seinen Produktionsprozess und am Ende dieser Kette steht ein Mensch, der sich das Teil nochmals genau ansieht. Er nimmt das zu überprüfende Teil in die Hand, dreht es in alle Richtungen und kann bei entsprechenden Rahmenbedingungen (Beleuchtung, Raumklima, Sauberkeit, …) die meisten Fehler relativ schnell erkennen.
Oft bleiben jedoch bei der Prüfung durch den Menschen auch gravierende Fehler unerkannt. Ursache hierfür sind beispielsweise mangelnde Konzentration, persönliche Verfassung, Pausen etc. Nur gut ausgebildetes Personal sichert ab, dass diese Fehler nicht passieren. Zwar ist der Mensch viel flexibler als eine Prüfanlage, aber nie so konstant und objektiv wie eine automatische Prüfanlage.

### Automatisierte optische Oberflächeninspektion
Die Inspektion wird mit Hilfe von Kameras durchgeführt. Hier stehen Zeilenkameras sowie Flächenkameras zur Verfügung. Mit Hilfe der Bildverarbeitung werden die gemachten Bilder aufgearbeitet. Nun gibt es zwei grundsätzlich unterschiedliche Herangehensweisen für die Fehlersuche:
- Bei der einfacheren Variante wird das Bild mit einem Sollbild verglichen, eventuelle Abweichungen führen zum Ausschluss.
- Bei der weitaus anspruchsvolleren Herangehensweise erkennt die Software den Fehler anhand einer Fehlerbeschreibung, hier kommen hochkomplexe Algorithmen zum Einsatz.

Dank der stetig wachsenden Rechnerleistung und der immer besser werdenden Kameras ist es in den meisten Fällen möglich, eine automatisierte In-Line Oberflächenprüfung durchzuführen. Bei sehr geringen Taktzeiten besteht die besondere Herausforderung darin, eine geeignete Software zu programmieren. Die Qualität der Auswertesoftware entscheidet in den meisten Fällen, ob die Anlage den Anforderungen (d. h. den sehr schnellen Prüfzeiten) entspricht, oder ob die Vorgaben nicht eingehalten werden können.

## Motivation zur automatischen Prüfung
Bei der Prüfung durch den Menschen bleiben auch gravierende Fehler oft unerkannt. Dieser menschliche Faktor ist bei der automatisierten Prüfung ausgeschlossen. Es erfolgt eine protokollierte 100-%-Kontrolle. Diese ist enorm wichtig, speziell in der heutigen Zeit, in der sicherheitskritische Bauteile, wie beispielsweise Fahrzeugbremsen oder Turbinenschaufeln härteren Prüfkriterien unterliegen.

### Wirtschaftlichkeit
Im globalen Wettbewerb können wir uns in Deutschland nicht dem Automatisierungswettlauf entziehen. Vorausschauende Unternehmen automatisieren deshalb nicht nur die Fertigung, sondern zunehmend auch die Qualitätsprüfung. Automatische Inspektionssysteme gewährleisten eine kosteneffiziente und fehlerfreie Produktion.

### Qualitätssteigerung
Reklamation oder Regress sind immer kostspielig – vom internen Bearbeitungsaufwand ganz zu schweigen. Wenn die Qualität stimmt, muss außerdem nicht in Hauruck-Aktionen vor Ort nachsortiert werden. Grundsätzlich gilt: Wer nicht von der Tagesform des Prüfpersonals abhängig sein will, kommt an einer automatischen Prüfung mit objektiven und nachprüfbaren Kriterien nicht vorbei.

### Produktionsoptimierung
Industrielle Bildverarbeitung schafft höhere Durchsätze als manuelle Prüfung mit Personal – bei deutlich geringeren Personalkosten und besseren Arbeitsplatzbedingungen. Außerdem lässt die unbestechliche statistische Rückmeldung des Automaten eine zeitnahe Optimierung des Produktionsprozesses zu.
Denn eine 1-%-Ausschussreduzierung durch sofort verfügbare Qualitätsdaten bringt immer mehr als jede Rationalisierungsmaßnahme.

## Anwendungsbereiche
Die automatisierte optische Oberflächeninspektion wird meist zur In-Line Überprüfung von sicherheitskritischen Bauteilen nach einzelnen Prozessschritten angewendet. Ziel ist eine reproduzierbare objektive Prüfung mit sehr hohen Taktraten und einer 100%igen Fehlerdetektion.
Beispiel Bremsscheiben:

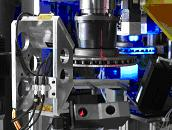
Inspektion einer Bremsscheibe

Bei der sicherheitskritischsten Baugruppe jedes Automobils sind null Fehler absolute Pflicht. Um hier die Oberflächenqualität genau, zuverlässig und effizient zu prüfen wird auf das Lasertriangulationsverfahren zurückgegriffen. Eine Anlage dieser Kategorie steht in der Gießerei der Daimler AG in Esslingen-Mettingen. Die Anlage der Automation W+R GmbH überprüft täglich 32.000 Rohteile im Dreischichtbetrieb.
Die Oberflächenprüfung ist aber auch von großer Bedeutung in Bereichen, bei denen es nicht in erster Linie um die Sicherheit, sondern um die Optik der Bauteile geht. Ein Beispiel hierfür wären Armaturen im Sanitärbereich oder die Überprüfung der Oberfläche von Rohleder vor der Weiterverarbeitung.